# Rafa Arcaute
Rafael Arcaute, conocido como Rafa Arcaute es un compositor, productor e ingeniero argentino. Ha trabajado con diversos artistas latinoamericanos como Luis Alberto Spinetta, Illya Kuryaki & The Valderramas, Calle 13, Aterciopelados, Diego Torres, Babasónicos y Andrés Calamaro. A lo largo de su carrera ha recibido once Premios Grammy Latinos, incluyendo el premio a Productor del Año dos veces, en 2011 y 2016. Además, ganó a Mejor Álbum Alternativo o Rock Latino como productor en la 52.ª edición de los premios por el álbum Los de Atrás Vienen Conmigo de Calle 13.

## Carrera
Arcaute egresó de la Escuela Superior de Comercio Carlos Pellegrini en Buenos Aires, Argentina para luego estudiar una Licenciatura en Composición en la Universidad Nacional de Quilmes.
Comenzó a trabajar a los 23 años como un miembro de gira para la banda Spinetta de Luis Alberto Spinetta y como tecladista e ingeniero para variados álbumes de Spinetta incluyendo Argentina Sorgo Films presenta: Spinetta Obras (2002), Para los Árboles (2003) y Camalotus (2004). Luego trabajó en la producción de dos álbumes de la banda puertorriqueña Calle 13, Los de Atrás Vienen Conmigo (2008) y Entren Los Que Quieran (2010).
Arcaute produjo dos álbumes del cantante argentino Diego Torres, Distinto (2010) y Buena Vida (2015). En 2011, trabajó como asistente de producción en el décimo álbum de la banda Babasónicos, A Propósito (2011). En 2016 fue el manager para la gira L.H.O.N. Tour de Illya Kuryaki & The Valderramas tras trabajar en la producción de su álbum Chances (2012), también produjo Reluciente, Rechinante y Aterciopelado, el primer álbum en vivo de la banda colombiana Aterciopelados el mismo año.
Desde 2018 reside en Miami, Estados Unidos y forma parte de la oficina regional de Sony Music junto a Afro Verde. Tras trabajar en alguno de sus sencillos, Arcaute produjo el álbum debut de la cantante argentina Nathy Peluso, Calambre, lanzado en 2020, además trabajó en el álbum El Madrileño de C. Tangana, lanzado en 2021.

## Discografía
| Año  | Título                                             | Artista                         | Producción | Composición | Instrumentos | Técnico |
| ---- | -------------------------------------------------- | ------------------------------- | ---------- | ----------- | ------------ | ------- |
| 2002 | Argentina Sorgo Films presenta: Spinetta Obras (A) | Luis Alberto Spinetta           |            |             | Hecho        |         |
| 2003 | Para los Árboles (A)                               | Luis Alberto Spinetta           |            | Hecho       | Hecho        | Hecho   |
| 2004 | Camalotus (A)                                      | Luis Alberto Spinetta           |            |             |              | Hecho   |
| 2004 | Onyx (A)                                           | Javier Malosetti                |            |             | Hecho        | Hecho   |
| 2006 | "Rompéme" (S)                                      | Emme                            |            | Hecho       |              |         |
| 2006 | Pan (A)                                            | Luis Alberto Spinetta           |            |             |              | Hecho   |
| 2007 | Mordisco (A)                                       | Emmanuel Horvilleur             | Hecho      |             |              |         |
| 2008 | Los de Atrás Vienen Conmigo (A)                    | Calle 13                        | Hecho      | Hecho       |              |         |
| 2009 | C'est comme ça (A)                                 | Florent Pagny                   |            |             |              | Hecho   |
| 2010 | Distinto (A)                                       | Diego Torres                    | Hecho      | Hecho       | Hecho        | Hecho   |
| 2010 | On the Rock (A)                                    | Andrés Calamaro                 | Hecho      | Hecho       | Hecho        | Hecho   |
| 2010 | Entren Los Que Quieran (A)                         | Calle 13                        | Hecho      | Hecho       |              |         |
| 2011 | Pecados y Milagros (A)                             | Lila Downs                      |            |             | Hecho        |         |
| 2012 | Chances (A)                                        | Illya Kuryaki & The Valderramas | Hecho      |             | Hecho        |         |
| 2013 | Aliados (A)                                        | Aliados                         | Hecho      | Hecho       | Hecho        | Hecho   |
| 2014 | Verte Nacer (A)                                    | Noel Schajris                   | Hecho      | Hecho       | Hecho        | Hecho   |
| 2015 | Buena Vida (A)                                     | Diego Torres                    | Hecho      | Hecho       | Hecho        | Hecho   |
| 2016 | Reluciente, Rechinante y Aterciopelado             | Aterciopelados                  | Hecho      |             |              |         |
| 2017 | "La Cátedra" (S)                                   | Residente                       |            |             |              | Hecho   |
| 2018 | Ahora o Nunca (A)                                  | La Pegatina                     | Hecho      | Hecho       | Hecho        | Hecho   |
| 2019 | "Copa Glasé" (S)                                   | Nathy Peluso                    | Hecho      | Hecho       |              |         |
| 2019 | Xavier (A)                                         | Emmanuel Horvilleur             | Hecho      |             |              |         |
| 2019 | "Tutu (Remix)"                                     | Camilo, Pedro Capó y Shakira    | Hecho      |             |              |         |
| 2020 | Lo que me dé la Gana (A)                           | Dani Martín                     | Hecho      | Hecho       |              | Hecho   |
| 2020 | "Los Huesos" (S)                                   | Dani Martín                     | Hecho      | Hecho       |              |         |
| 2020 | "La Mentira" (S)                                   | Dani Martín                     | Hecho      |             |              |         |
| 2020 | "Business Woman" (S)                               | Nathy Peluso                    | Hecho      |             |              |         |
| 2020 | Libra (A)                                          | Lali                            | Hecho      | Hecho       |              |         |
| 2020 | Cumbiana (A)                                       | Carlos Vives                    |            | Hecho       |              |         |
| 2020 | "Favorito" (S)                                     | Camilo                          |            | Hecho       |              |         |
| 2020 | Por Primera Vez                                    | Camilo                          | Hecho      | Hecho       |              |         |
| 2021 | El Madrileño (A)                                   | C. Tangana                      | Hecho      | Hecho       | Hecho        | Hecho   |
| 2021 | Calambre                                           | Nathy Peluso                    | Hecho      | Hecho       |              |         |

(A) Álbum, (S), Sencillo

## Premios y nominaciones

### Premios Grammy
| Año  | Categoría                             | Trabajo                                                 | Resultado |
| ---- | ------------------------------------- | ------------------------------------------------------- | --------- |
| 2010 | Mejor Álbum Alternativo o Rock Latino | Los de Atrás Vienen Conmigo – Calle 13 (como productor) | Ganador   |

### Premios Gardel
| Año  | Categoría         | Trabajo                                        | Resultado |
| ---- | ----------------- | ---------------------------------------------- | --------- |
| 2019 | Grabación del año | "Best Seller" – Juan Ingaramo (como ingeniero) | Nominado  |
| 2021 | Productor del Año | Calambre – Nathy Peluso                        | Nominado  |

### Premios Grammy Latinos
| Año  | Categoría                                   | Trabajo                                                         | Resultado |
| ---- | ------------------------------------------- | --------------------------------------------------------------- | --------- |
| 2009 | Álbum del Año                               | Los de Atrás Vienen Conmigo – Calle 13 (como productor)         | Ganador   |
| 2010 | Mejor Ingeniería de Grabación para un Álbum | Distinto – Diego Torres                                         | Ganador   |
| 2010 | Productor del Año                           | Rafael Arcaute y Diego Torres                                   | Nominado  |
| 2011 | Álbum del Año                               | Entren Los Que Quieran – Calle 13 (como productor)              | Ganador   |
| 2011 | Canción del Año                             | "Latinoamérica" (con Calle 13)                                  | Ganador   |
| 2011 | Grabación del Año                           | "Latinoamérica" (con Calle 13)                                  | Ganador   |
| 2011 | Mejor Canción Alternativa                   | "Calma Pueblo" (with Calle 13)                                  | Ganador   |
| 2011 | Mejor Canción AltUrbanaernativa             | "El Baile de los Pobres" (con Calle 13)                         | Ganador   |
| 2011 | Productor del Año                           | Rafael Arcaute & Calle 13                                       | Ganador   |
| 2013 | Mejor Álbum de Música Alternativa           | Chances – Illya Kuryaki & The Valderramas                       | Nominado  |
| 2013 | Productor del Año                           | Rafael Arcaute                                                  | Nominado  |
| 2014 | Productor del Año                           | Rafael Arcaute                                                  | Nominado  |
| 2016 | Álbum del Año                               | Buena Vida – Diego Torres (como productor)                      | Nominado  |
| 2016 | Mejor Álbum Vocal Pop Tradicional           | Buena Vida – Diego Torres (como productor)                      | Nominado  |
| 2016 | Grabación del Año                           | "Iguales" – Diego Torres (como productor)                       | Nominado  |
| 2016 | Productor del Año                           | Rafael Arcaute                                                  | Ganador   |
| 2017 | Grabación del Año                           | "Guerra" – Residente (como productor)                           | Nominado  |
| 2017 | Álbum del Año                               | Residεntә – Residente (como productor)                          | Nominado  |
| 2017 | Mejor Álbum de Música Urbana                | Residεntә – Residente (como productor)                          | Ganador   |
| 2017 | Mejor Canción Urbana                        | "Somos Anormales" – Residente (con Residente)                   | Ganador   |
| 2017 | Mejor Canción Alternativa                   | "Apocaliptico" – Residente (con Residente)                      | Nominado  |
| 2018 | Productor del Año                           | Rafael Arcaute                                                  | Nominado  |
| 2019 | Grabación del Año                           | "Querer Mejor" – Juanes y Alessia Cara (como productor)         | Nominado  |
| 2019 | Canción del Año                             | "Querer Mejor" – Juanes y Alessia Cara (como productor)         | Nominado  |
| 2020 | Mejor Canción Alternativa                   | "BUENOS AIRES" – Nathy Peluso (con Nathy Peluso y Pedro Campos) | Nominado  |
| 2020 | Productor del Año                           | Rafael Arcaute                                                  | Nominado  |